# Guy Thibault
Guy Thibault (* 30. Juni 1964 in Québec) ist ein ehemaliger kanadischer Eisschnellläufer.

## Werdegang
Thibault startete international erstmals in der Saison 1984/85 und nahm in der Saison 1985/86 in Trondheim erstmals am Eisschnelllauf-Weltcup teil, wobei er über 1000 m die Plätze 17 und 11 sowie über 500 m die Plätze 20 und 18 errang. Bei der Sprintweltmeisterschaft 1986 in Karuizawa kam er auf den 12. Platz. In der Saison 1986/87 wurde er mit sieben Top-Zehn-Platzierungen jeweils Achter im Weltcup über 500 m sowie 1000 m und lief bei der Sprintweltmeisterschaft 1987 in Québec auf den 21. Rang. In der folgenden Saison erreichte er in Calgary mit dem Plätzen drei sowie zwei über 500 m seine einzigen Podestplatzierungen im Weltcup und bei der Sprintweltmeisterschaft 1988 in West Allis den 12. Platz. Beim Saisonhöhepunkt, den Olympischen Winterspielen 1988 in Calgary, belegte er über 500 m und 1000 m jeweils den siebten Platz. In den folgenden Jahren kam er bei der Sprintweltmeisterschaft 1989 in Heerenveen auf den achten Platz, bei der Sprintweltmeisterschaft 1990 in Tromsø auf den 14. Rang und bei der Sprintweltmeisterschaft 1991 in Inzell auf den 13. Platz. Zudem wurde er im Jahr 1989 kanadischer Meister im Sprint-Mehrkampf. Nach Platz eins im Sprint-Mehrkampf bei den kanadischen Meisterschaften zu Beginn der Saison 1991/92, nahm er an der Sprintweltmeisterschaft 1992 in Oslo teil, wobei er den vierten Lauf vorzeitig beendete und belegte beim Saisonhöhepunkt, den Olympischen Winterspielen 1992 in Albertville, den 20. Platz über 1500 m, den 16. Rang über 500 m sowie den siebten Platz über 1000 m. Zudem erreichte er mit sieben Top-Zehn-Platzierungen erneut den achten Platz im Weltcup über 500 m und startete im März 1992 in Butte letztmals in dieser Rennserie, wobei er den fünften Platz über 500 m errang. Sein Bruder Jacques Thibault war ebenfalls als Eisschnellläufer aktiv.

## Erfolge

### Olympische Spiele
- 1988 Calgary: 7. Platz 500 m, 7. Platz 1000 m
- 1992 Albertville: 7. Platz 1000 m, 16. Platz 500 m, 20. Platz 1500 m

### Sprint-Weltmeisterschaften
- 1986 Karuizawa: 12. Platz Sprint-Mehrkampf
- 1987 Québec: 21. Platz Sprint-Mehrkampf
- 1988 West Allis: 12. Platz Sprint-Mehrkampf
- 1989 Heerenveen: 8. Platz Sprint-Mehrkampf
- 1990 Tromsø: 14. Platz Sprint-Mehrkampf
- 1991 Inzell: 13. Platz Sprint-Mehrkampf
- 1992 Oslo: DNF Sprint-Mehrkampf

## Persönliche Bestleistungen
| Disziplin | Zeit         | Datum             | Ort      |
| --------- | ------------ | ----------------- | -------- |
| 500 m     | 36,93 s      | 3. April 1992     | Calgary  |
| 1000 m    | 1:13,51 min  | 4. April 1992     | Calgary  |
| 1500 m    | 1:54,70 min  | 4. Januar 1992    | Calgary  |
| 3000 m    | 4:33,07 min  | 9. Februar 1985   | Inzell   |
| 5000 m    | 7:13,99 min  | 12. Oktober 1991  | Calgary  |
| 10.000 m  | 16:56,35 min | 31. Dezember 1985 | Winnipeg |